# Associazione Sportiva Reggina 1970-1971
Questa voce raccoglie le informazioni riguardanti l'Associazione Sportiva Reggina nelle competizioni ufficiali della stagione 1970-1971.

## Stagione
La squadra, allenata fino ai primi giorni di gennaio del 1971 da Romolo Bizzotto e successivamente da Piero Persico, concluse la sua sesta stagione consecutiva in Serie B in ottava posizione. In Coppa Italia i reggini vennero invece eliminati nella fase iniziale a gironi.

## Rosa
| N. |                   | Ruolo | Calciatore         |
| -- | ----------------- | ----- | ------------------ |
| -  | Italia (bandiera) | P     | Bruno Jacoboni     |
| -  | Italia (bandiera) | P     | Luigi Ferrari      |
| -  | Italia (bandiera) | D     | Renato Sali        |
| -  | Italia (bandiera) | D     | Nedo Sonetti       |
| -  | Italia (bandiera) | D     | Luciano Poppi      |
| -  | Italia (bandiera) | D     | Giancarlo D'Astoli |
| -  | Italia (bandiera) | D     | Liborio Liguori    |
| -  | Italia (bandiera) | D     | Domenico Grossi    |
| -  | Italia (bandiera) | C     | Claudio Capogna    |
| -  | Italia (bandiera) | C     | Franco Tacelli     |
| -  | Italia (bandiera) | C     | Bruno Ranieri      |
| -  | Italia (bandiera) | C     | Elio Rinero        |
| -  | Italia (bandiera) | C     | Carlo Facchin      |

| N. |                   | Ruolo | Calciatore        |
| -- | ----------------- | ----- | ----------------- |
| -  | Italia (bandiera) | C     | Paolo Lombardo    |
| -  | Italia (bandiera) | C     | Mimmo Mannino     |
| -  | Italia (bandiera) | C     | Antonio Bongiorni |
| -  | Italia (bandiera) | C     | Livio Pin         |
| -  | Italia (bandiera) | A     | Loris De Carolis  |
| -  | Italia (bandiera) | A     | Gianni Merighi    |
| -  | Italia (bandiera) | A     | Gianni Comini     |
| -  | Italia (bandiera) | D     | Mario Pesce       |
| -  | Italia (bandiera) | C     | Alberto Sironi    |
| -  | Italia (bandiera) | C     | Arturo Campagna   |
| -  | Italia (bandiera) | D     | Flavio Fiorini    |
| -  | Italia (bandiera) | C     | Giuseppe Tacconi  |

## Calciomercato
| Arrivi | Arrivi | Arrivi | Arrivi   |
| R.     | Nome   | da     | Modalità |
| ------ | ------ | ------ | -------- |

| Partenze | Partenze         | Partenze | Partenze |
| R.       | Nome             | a        | Modalità |
| -------- | ---------------- | -------- | -------- |
| C        | Claudio Capogna  | Genoa    | prestito |
| A        | Loris De Carolis | Pescara  |          |

## Risultati

### Serie B

#### Girone di andata
| 20 settembre 1970 1ª giornata | Bari | 3 – 0 | Reggina |  |

| 27 settembre 1970 2ª giornata | Reggina | 0 – 1 | Livorno |  |

| 4 ottobre 1970 3ª giornata | Casertana | 1 – 1 | Reggina |  |

| 11 ottobre 1970 4ª giornata | Reggina | 1 – 1 | Brescia |  |

| 18 ottobre 1970 5ª giornata | Ternana | 1 – 0 | Reggina |  |

| 25 ottobre 1970 6ª giornata | Reggina | 1 – 0 | Catanzaro |  |

| 1º novembre 1970 7ª giornata | Mantova | 4 – 0 | Reggina |  |

| 8 novembre 1970 8ª giornata | Reggina | 1 – 0 | Massese |  |

| 15 novembre 1970 9ª giornata | Monza | 0 – 0 | Reggina |  |

| 22 novembre 1970 10ª giornata | Reggina | 1 – 1 | Modena |  |

| 29 novembre 1970 11ª giornata | Reggina | 1 – 1 | Perugia |  |

| 6 dicembre 1970 12ª giornata | Arezzo | 1 – 0 | Reggina |  |

| 13 dicembre 1970 13ª giornata | Cesena | 1 – 0 | Reggina |  |

| 20 dicembre 1970 14ª giornata | Reggina | 2 – 1 | Taranto |  |

| 27 dicembre 1970 15ª giornata | Atalanta | 3 – 1 | Reggina |  |

| 3 gennaio 1971 16ª giornata | Reggina | 1 – 1 | Novara |  |

| 10 gennaio 1971 17ª giornata | Reggina | 1 – 0 | Pisa |  |

| 17 gennaio 1971 18ª giornata | Palermo | 0 – 1 | Reggina |  |

| 24 gennaio 1971 19ª giornata | Reggina | 1 – 0 | Como |  |

#### Girone di ritorno
| 7 febbraio 1971 20ª giornata | Reggina | 1 – 0 | Bari |  |

| 14 febbraio 1971 21ª giornata | Livorno | 0 – 1 | Reggina |  |

| 21 febbraio 1971 22ª giornata | Reggina | 3 – 0 | Casertana |  |

| 28 febbraio 1971 23ª giornata | Brescia | 0 – 0 | Reggina |  |

| 7 marzo 1971 24ª giornata | Reggina | 0 – 0 | Ternana |  |

| 14 marzo 1971 25ª giornata | Catanzaro | 1 – 1 | Reggina |  |

| 21 marzo 1971 26ª giornata | Reggina | 0 – 0 | Mantova |  |

| 28 marzo 1971 27ª giornata | Massese | 0 – 0 | Reggina |  |

| 4 aprile 1971 28ª giornata | Reggina | 1 – 0 | Monza |  |

| 11 aprile 1971 29ª giornata | Modena | 1 – 0 | Reggina |  |

| 18 aprile 1971 30ª giornata | Perugia | 1 – 0 | Reggina |  |

| 25 aprile 1971 31ª giornata | Reggina | 0 – 1 | Arezzo |  |

| 2 maggio 1971 32ª giornata | Reggina | 0 – 0 | Cesena |  |

| 9 maggio 1971 33ª giornata | Taranto | 0 – 0 | Reggina |  |

| 16 maggio 1971 34ª giornata | Reggina | 0 – 0 | Atalanta |  |

| 23 maggio 1971 35ª giornata | Novara | 2 – 0 | Reggina |  |

| 30 maggio 1971 36ª giornata | Pisa | 0 – 1 | Reggina |  |

| 6 giugno 1971 37ª giornata | Reggina | 3 – 0 | Palermo |  |

| 13 giugno 1971 38ª giornata | Como | 2 – 0 | Reggina |  |

## Statistiche

### Statistiche di squadra
| Competizione | Punti | In casa | In casa | In casa | In casa | In casa | In casa | In trasferta | In trasferta | In trasferta | In trasferta | In trasferta | In trasferta | Totale | Totale | Totale | Totale | Totale | Totale | DR |
| Competizione | Punti | G       | V       | N       | P       | Gf      | Gs      | G            | V            | N            | P            | Gf           | Gs           | G      | V      | N      | P      | Gf     | Gs     | DR |
| ------------ | ----- | ------- | ------- | ------- | ------- | ------- | ------- | ------------ | ------------ | ------------ | ------------ | ------------ | ------------ | ------ | ------ | ------ | ------ | ------ | ------ | -- |
| Serie B      | 38    | 19      | 10      | 8       | 1       | 18      | 5       | 19           | 2            | 6            | 11           | 6            | 23           | 38     | 12     | 14     | 12     | 24     | 28     | -4 |
| Coppa Italia | 2     | 2       | 0       | 1       | 1       | 1       | 6       | 1            | 0            | 1            | 0            | 3            | 3            | 3      | 0      | 2      | 1      | 4      | 9      | -5 |
| Totale       |       | 21      | 10      | 9       | 2       | 19      | 11      | 20           | 2            | 7            | 11           | 9            | 26           | 41     | 12     | 16     | 13     | 25     | 34     | -9 |

### Statistiche dei giocatori
| Giocatore     | Serie B  | Serie B | Coppa Italia | Coppa Italia | Totale   | Totale |
| Giocatore     | Presenze | Reti    | Presenze     | Reti         | Presenze | Reti   |
| ------------- | -------- | ------- | ------------ | ------------ | -------- | ------ |
| A. Bongiorni  | 26       | 4       | 3            | 1            | 29       | 5      |
| A. Campagna   | 1        | 0       | 1            | 0            | 2        | 0      |
| C. Capogna    | -        | -       | 2            | 0            | 2        | 0      |
| G. Comini     | 24       | 1       | -            | -            | 24       | 1      |
| G. D'Astoli   | 2        | 0       | -            | -            | 2        | 0      |
| L. De Carolis | 2        | 0       | -            | -            | 2        | 0      |
| C. Facchin    | 28       | 4       | -            | -            | 28       | 4      |
| L. Ferrari    | 2        | -6      | 1            | -6           | 3        | -12    |
| F. Fiorini    | 28       | 0       | 3            | 0            | 31       | 0      |
| D. Grossi     | 18       | 0       | 3            | 0            | 21       | 0      |
| B. Jacoboni   | 36       | -22     | 2            | -3           | 38       | -25    |
| L. Liguori    | 1        | 0       | 3            | 1            | 4        | 1      |
| P. Lombardo   | 20       | 1       | 3            | 0            | 23       | 1      |
| M. Mannino    | 12       | 0       | 1            | 0            | 13       | 0      |
| G. Merighi    | 35       | 10      | 3            | 2            | 38       | 12     |
| M. Pesce      | 7        | 0       | -            | -            | 7        | 0      |
| L. Pin        | 2        | 0       | 1            | 0            | 3        | 0      |
| L. Poppi      | 24       | 0       | -            | -            | 24       | 0      |
| B. Ranieri    | 13       | 0       | -            | -            | 13       | 0      |
| E. Rinero     | 28       | 0       | -            | -            | 28       | 0      |
| V. Rizza      | -        | -       | 1            | 0            | 1        | 0      |
| R. Sali       | 36       | 0       | 3            | 0            | 39       | 0      |
| A. Sironi     | 31       | 1       | 3            | 0            | 34       | 1      |
| N. Sonetti    | 33       | 1       | 2            | 0            | 35       | 1      |
| G. Tacconi    | 2        | 0       | -            | -            | 2        | 0      |
| F. Tacelli    | 33       | 0       | 3            | 0            | 36       | 0      |